# Негер (торпеда)
«Neger» — немецкая пилотируемая торпеда времён Второй мировой войны. Название торпеде дал её создатель Рихард Мор по своей фамилии (Mohr — «мавр» по-немецки).
Конструктивно «Негер» основывалась на торпеде G7e, боевая часть которой была заменена на пластиковую кабину. Плавучести «Негера» хватало, чтобы держаться на поверхности воды, неся на себе еще одну торпеду G7e, подвешенную снизу. Запас хода устройства составлял 48 морских миль, водоизмещение — 2,7 т. Пилот определял направление с помощью наручного компаса. Запас воздуха обеспечивал дыхательный аппарат фирмы «Dräger». Взвод и пуск боевой торпеды производились с помощью рычага в кабине. Хотя «Негер» не проектировался как оружие камикадзе, нередко боевая торпеда не отделялась от основной и уносила её к цели, приводя к гибели пилота.
Первые устройства были поставлены на вооружение в марте 1944 года, всего было построено около 200 устройств. С помощью пилотируемых торпед были уничтожены один крейсер, один эсминец и три минных тральщика.